# Eliasz (filozof)
Eliasz – bizantyński filozof neoplatoński, żyjący w VI wieku, przedstawiciel szkoły aleksandryjskiej.

## Postać
Dawid, wraz z, równie co on enigmatycznymi, Dawidem i Stefanem, należy do ostatniego pokolenia aleksandryjskiej szkoły neoplatońskiej, której najwybitniejszymi przedstawicielami byli Amoniusz, syn Hermiasza i jego uczniowie Jan Filopon i Olimpiodor, a poniekąd także Symplicjusz. Niedawno opublikowany rękopis z XIII/XIV wieku komentarza do Analityk I, który wymienia Eliasza jako autora, sugeruje, że pełnił on urząd prefekta Ilyricum w Cesarstwie Bizantyńskim. W Novelli CLIII cesarza Justyniana z 12 grudnia 541 roku istotnie jest wymieniony prefekt o imieniu Eliasz. Ze względu na rzadkość tego imienia w kręgach ludzi świeckich, badacze skłaniają się do zdania, że prefekt Justyniana i komentator Arystotelesa to jedna i ta sama osoba. Sporne jest natomiast, czy Eliasz był uczniem Olimpiodora przed objęciem urzędu, czy po jego opuszczeniu. Olimpiodor działał czynnie w Aleksandrii od połowy lat 20. VI wieku do późnych lat 60., co zostawia szeroki margines dla umiejscowienia w czasie studiów filozoficznych Eliasza.
Oprócz stosunkowo późnych rękopisów brak innych wzmianek o Eliaszu. Nie zna go Focjusz, ani Księga Suda. Mając na uwadze, że przypisywanych Eliaszowi pracach nie ma odniesień biblijnych, jest natomiast wiele odwołań do pogańskich filozofów i literatów oraz poglądów sprzecznych z doktryną chrześcijańską (np. o wieczności świata), część badaczy (m.in. Wildberg) przyjmuje, że Eliasz mógł być ostatnim pogańskim filozofem uczącym chrześcijańskich studentów. W takim razie przypisanie mu w późniejszych rękopisach imienia „Eliasza”, można uznać za inicjatywę późniejszych kopistów, którzy starali się uzasadnić przepisywanie pogańskich tekstów, czcigodnym imieniem zakonnym. Natomiast przyjęcie, że Eliasz był rzeczywiście emerytowanym chrześcijańskim prefektem, oznacza konieczność zrewidowania poglądów dotyczących możliwości czy też raczej niemożliwości dialogu filozofii pogańskiej z chrześcijańską kulturą Bizancjum.

## Dzieła
Eliaszowi przypisywany jest komentarz do Isagogi Porfiriusza i do Kategorii oraz skrócona wersja komentarza do Analityk Pierwszych. Komentarze do Isagogi i Kategorii stanowią część standardowego wykładu filozofii dla początkujących ustalonego na przełomie V i VI wieku. Podobnie jak Amoniusz, Eliasz poprzedza wykład Isagogi, Wprowadzeniem do filozofii.

## Poglądy
Eliaszowe Wprowadzenie do filozofii jest dwukrotnie dłuższe od pierwowzoru Amoniusza, składa się z 12 wykładów (Definicje Dawida, również ucznia Olimpiodora, są jeszcze dwukrotnie dłuższe – składają się z 24 rozdziałów). Eliasz stawia sobie w nim potrójny cel:
1. Przedstawienie zakresu i celu filozofii
2. Wyjaśnienie układu dalszego kursu filozofii, który studenci usłyszą
3. Zachęcenie słuchaczy do studiowania filozofii.

Wprowadzenie do pewnego stopnia wydobywa indywidualny charakter i temperament Eliasza, żywiołowego wykładowcy, zasypującego swych uczniów mnóstwem cytatów i aluzji literackich. W 12 wykładach Wprowadzenia 22-krotnie cytuje Platona, 15 razy przytacza Homera, wielokrotnie cytuje Arystotelesa, Plotyna, Proklosa, Marina, Hieroklesa, Pitagorasa, Archilocha, Teognisa, Herodota, Kallimacha, Demostenesa, Sofoklesa, Eurypidesa, Arystofanesa, Galena i licznych stoików. Eliasz wielokrotnie powtarza też neoplatoński pogląd, że celem życia człowieka jest przekształcenie lub asymilacja z bóstwem.
W przedmowie do Kategorii Arystotelesa, Eliasz daje zwięzły portret idealnego komentatora. Winien on być jednocześnie komentatorem i nauczycielem. Jego zadaniem jest wyjaśnić niejasności w tekście, rozsądzić co jest prawdą, a co fałszem. Nie musi utożsamiać się z poglądami komentowanego autora, jak aktor na scenie, przymierzający różne maski, by oddać różne charaktery granych postaci. Nie musi też za wszelką cenę bronić prawdziwości komentowanego tekstu, raczej powinien umieć powiedzieć, że choć autor jest jego wielkim przyjacielem, jeszcze większą jego przyjaciółką jest prawda. Nie musi sympatyzować ze szkołą filozoficzną jak Jamblich ze szkołą platońską, ale nie powinien być jej być wrogi, jak Aleksander z Afrodyzji. Komentator powinien znać całe dzieło Arystotelesa, tak by umiał wykazać, że nie pozostaje on w sprzeczności z samym sobą i wyjaśnić trudne fragmenty za pomocą innych fragmentów tego filozofa. Powinien też w tym samym celu poznać całego Platona i umieć wykazać, że Arystoteles stanowi wprowadzenie do Platona.